# Kathedrale Unserer lieben Frau von der immerwährenden Hilfe (Niamey)

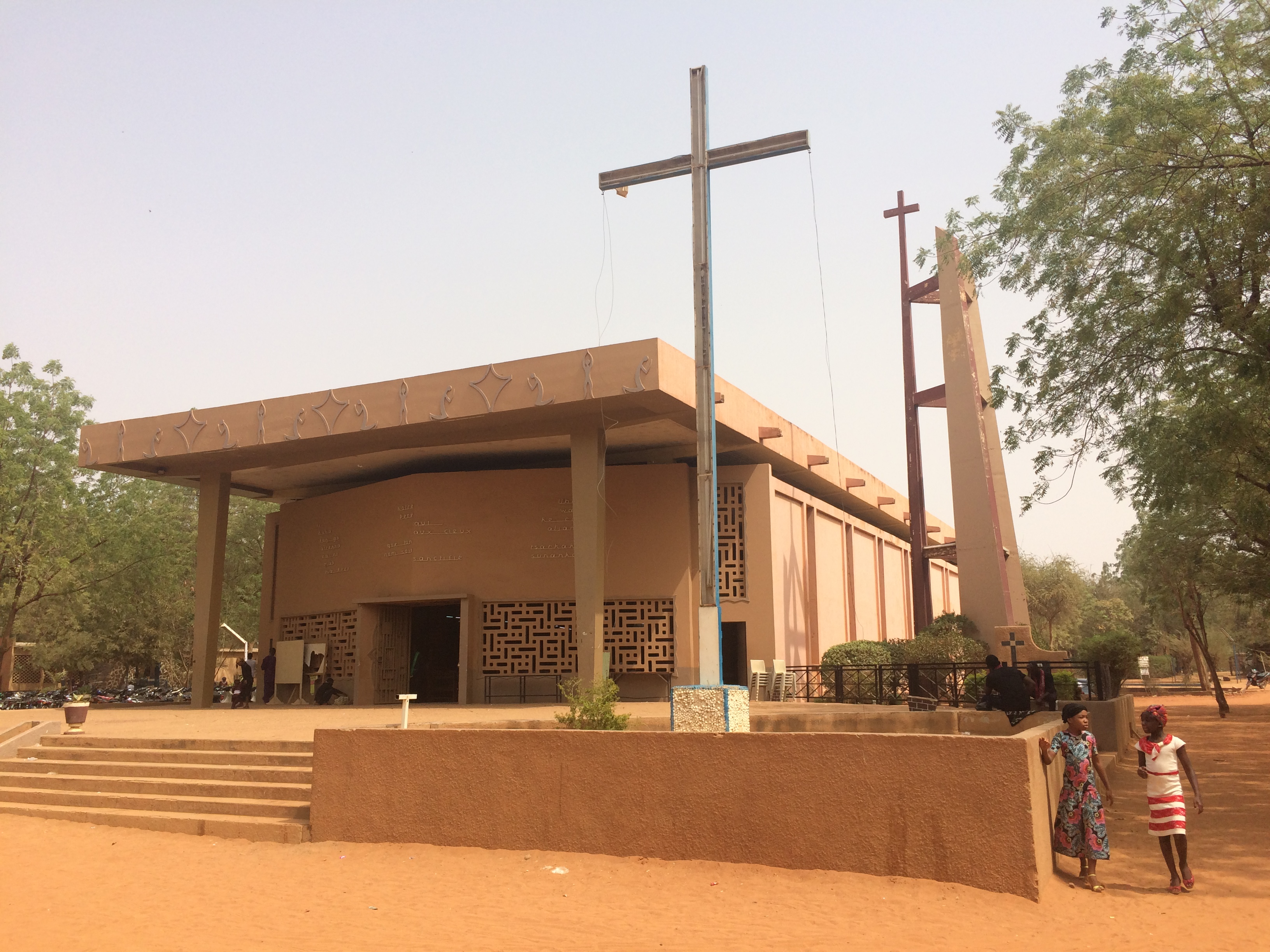
Kathedrale Unserer lieben Frau von der immerwährenden Hilfe in Niamey (2018)

Die Kathedrale Unserer lieben Frau von der immerwährenden Hilfe (französisch: Cathédrale Notre Dame du Perpétuel Secours) ist eine römisch-katholische Kathedrale in der Stadt Niamey in Niger.

## Geschichte
Die Pfarre wurde am 6. Januar 1931 von Pater François Faroud gegründet, einem Missionar der Gesellschaft der Afrikamissionen. Niamey wurde am 28. April 1942 Sitz einer Apostolischen Präfektur. Seit 13. Mai 1948 ist die Pfarre nach Unserer Lieben Frau von der immerwährenden Hilfe benannt. Die Kongregation der Schwestern Unserer Lieben Frau von der immerwährenden Hilfe aus Kanada gründete 1959 eine Mission in Niamey, wo sie die Schulen École Canada und Collège Mariama betrieb. Die Apostolische Präfektur von Niamey wurde am 21. März 1961, wenige Monate nach der Unabhängigkeit Nigers von Frankreich, zum Bistum erhoben.
Der Grundstein für die neue Bischofskirche von Niamey wurde am 2. Juli 1964 gelegt. Die Weihe der Kathedrale erfolgte am 13. Mai 1967 durch Paul Kardinal Zoungrana, den Erzbischof von Ouagadougou. Anlässlich der Weihe würdigte der muslimische Staatspräsident Hamani Diori die Rolle der Kirche im laizistischen Staat Niger, insbesondere im Bildungswesen. Die Diözese Niamey wurde am 25. Juni 2007 zur Erzdiözese erhoben.

## Baubeschreibung und Nutzung

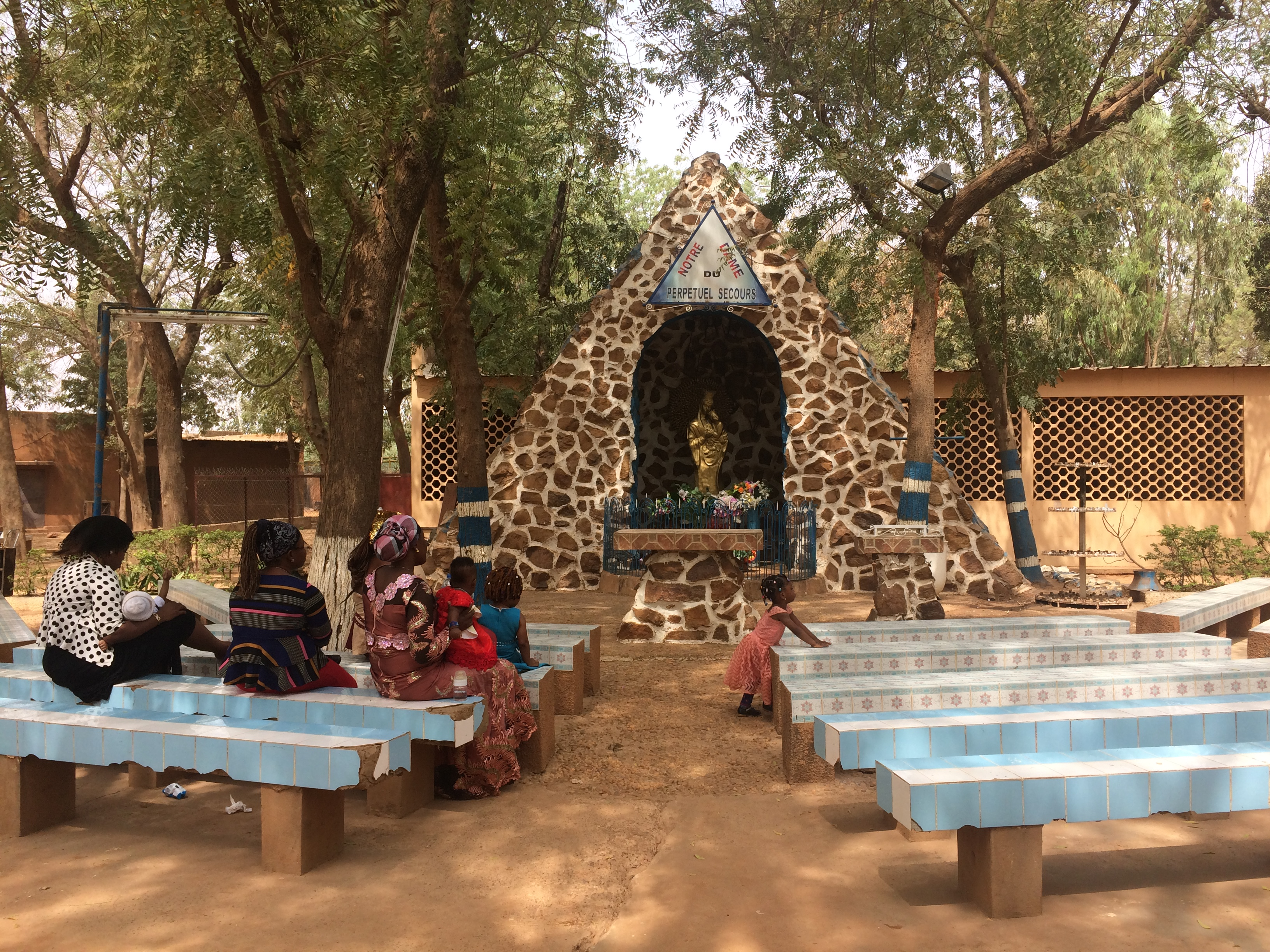
Statue der Jungfrau Maria (2018)
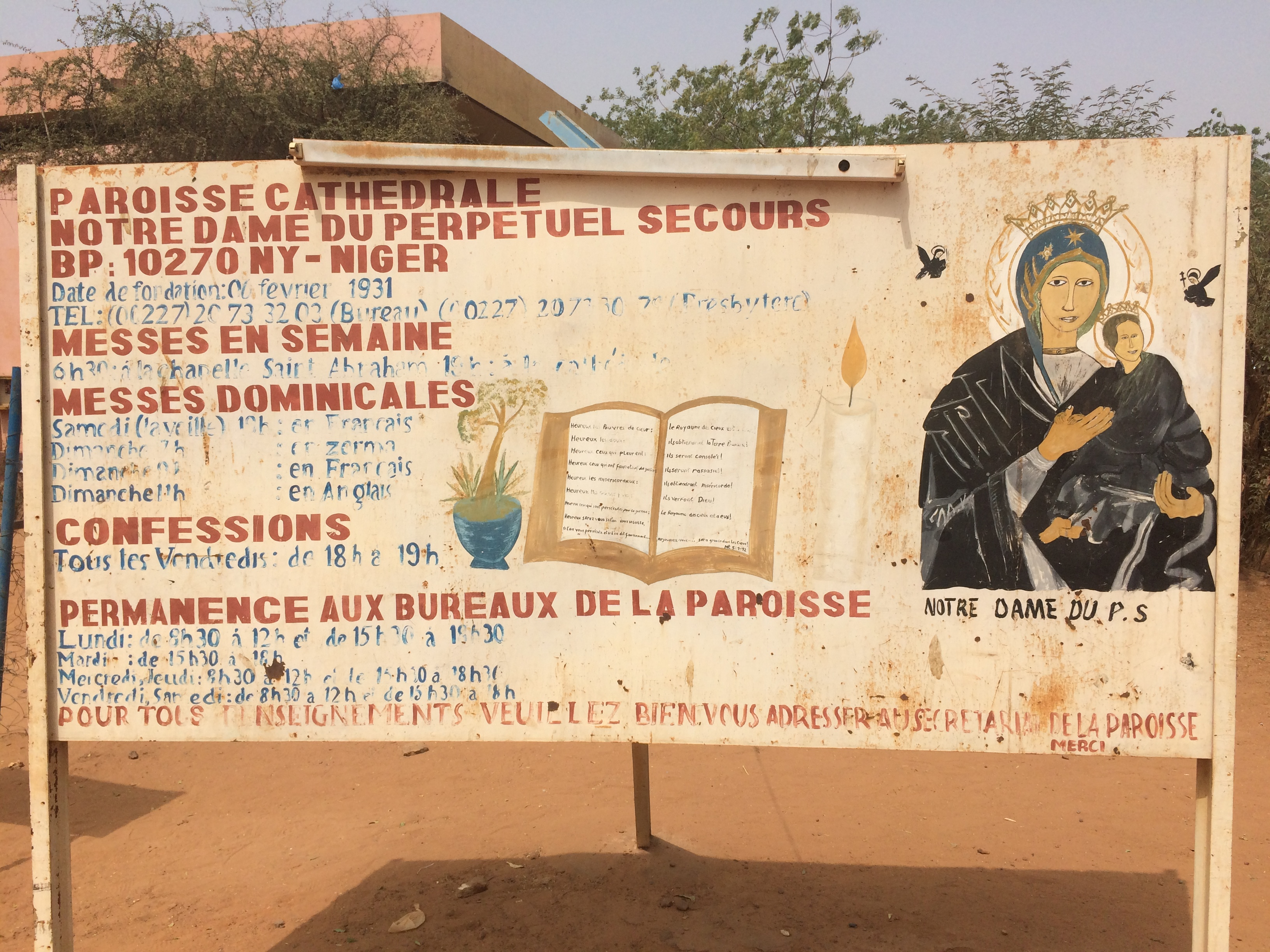
Schild mit Messzeiten (2018)

Die Kathedrale Unserer lieben Frau von der immerwährenden Hilfe steht im Stadtviertel Zongo im Arrondissement Niamey II. Beim Kirchengebäude befinden sich jeweils eine Missionsschule für Knaben, gegründet 1949, und für Mädchen, gegründet 1950. Eine Statue der Jungfrau Maria ist ein Werk des Bildhauers Issoufou Lankondé.
Zur Pfarre gehören rund 2800 Katholiken aus etwa 40 Ländern. Messen werden auf Zarma, französisch und englisch abgehalten.